# ژالائولی
ژالائولی (به قزاقی: Zhalauly) یک دریاچه در قزاقستان است که در دشت ایشیم واقع شده‌است.